# 北斎漫画 (映画)
『北斎漫画』（ほくさいまんが）は、1981年9月12日に公開された映画作品。製作は松竹。
矢代静一の戯曲『北齋漫畫（北斎漫画）』を新藤兼人監督が映画化、葛飾北斎の波瀾に満ちた生涯を描く。

## キャスト
- 鉄蔵（葛飾北斎）：緒形拳
- 佐七（曲亭馬琴）：西田敏行
- お栄（葛飾応為（鉄蔵の娘））：田中裕子
- お直：樋口可南子
- お百（左七の女房）：乙羽信子
- 十返舎一九：宍戸錠
- 式亭三馬：大村崑
- 歌麿：愛川欽也
- 狩野融川：観世栄夫
- 中島伊勢：フランキー堺
- 彫師：殿山泰司
- ：初井言榮
- お品ばばあ：今井和子
- 刷師：森塚敏
- 蔦屋重三郎：大塚国夫
- 番頭：戸浦六宏
- 岡っ引き：梅津栄
- 五助：佐瀬陽一
- ：浅見比呂志
- 海辺の娘：朝霧友香 ほか

## スタッフ
- 製作：赤司学文、中條宏行
- 原作：矢代静一（『北斎漫画』より）
- 脚本・監督：新藤兼人
- 音楽：林光
- 撮影：丸山恵司
- 美術：重田重盛
- 照明：杉田正博
- 調音：小尾幸魚
- 録音：島田満
- 編集：杉原よ志
- スチール：金田正
- メイキャップ：工藤芳照
- 製作主任：池田義徳
- 絵画指導：田中博之
- 装飾考証：荒川大
- 時代考証：林美一
- 題字：中川一政
- 製作協力：青年座映画放送、近代映画協会